# 班德堡
班德堡（英語：Bundaberg，/ˈbʌndəbɜːrɡ/）是位於澳大利亚昆士兰州中部的一座沿海觀光城市，人口64,663（2007年），素以農產品著稱，乃昆士蘭州的大穀倉之一。